# هاري سوليفان
هاري سوليفان (بالإنجليزية: Harry Sullivan)‏ هو لاعب كرة قاعدة أمريكي، ولد في 22 أبريل 1888 في روكفورد في الولايات المتحدة، وتوفي بنفس المكان في 22 سبتمبر 1919.

## وصلات خارجية
- هاري سوليفان على موقعبيزبول رفرنس.كوم (الدوري الرئيسي) (الإنجليزية)